# Madagaskarscheenplaatschildpad
De madagaskarscheenplaatschildpad (Erymnochelys madagascariensis) is een schildpad die behoort tot de familie scheenplaatschildpadden (Podocnemididae).

## Evolutie
Uitgestorven vertegenwoordigers van het geslacht Erymnochelys zijn gevonden in Miocene en Pliocene afzettingen in het huidige Kenia. Aan Erymnochelys verwante geslachten zijn aangetroffen in bodemlagen uit het Eoceen in Europa in Frankrijk en Spanje.

## Naam en indeling
De wetenschappelijke naam van de soort werd voor het eerst voorgesteld door Alfred Grandidier in 1867. Oorspronkelijk werd de wetenschappelijke naam Dumerilia madagascariensis gebruikt en later werd de schildpad aan het geslacht van de Zuid-Amerikaanse scheenplaatschildpadden (Podocnemis) toegekend. De soort is in de literatuur veel bekend onder de oude naam Podocnemis madagascariensis. De verwante Podocnemis- soorten komen allen voor in Zuid-Amerika, de madagaskarscheenplaatschildpad komt zoals de naam doet vermoeden voor op Madagaskar, het eiland ten oosten van Afrika.
De soort werd door Georg Baur in 1888 aan het geslacht Erymnochelys toegewezen en is tegenwoordig de enige vertegenwoordiger van deze monotypische groep.
De soortaanduiding madagascariensis betekent vrij vertaald 'levend in Madagaskar'.

## Uiterlijke kenmerken
Het rugschild of carapax kan tot 48 centimeter lang worden waarmee het een relatief grote soort is. Mannetjes kunnen een lichaamsgewicht tot 10 kilogram bereiken. Het schild is ovaal van contour en vrij plat van vorm, de schildkleur is donkerbruin tot -grijs. Jongere dieren hebben een lengtekiel op het schild en een gele schildrand. Heel oude dieren verliezen deze kleuren en zijn egaal bruin van kleur. De kop is opvallend groot en heeft een wat uit-stekende snuitpunt. Aan de achterzijde van de kop zijn de schubben verhard en vormen een helm-achtige constructie. De ogen zijn relatief groot en zijn wat naar voren geplaatst op de kop. Aan de keel kan een enkele baarddraad aanwezig zijn maar meestal ontbreekt deze. De kop kan niet worden teruggetrokken en ook de lange nek die kenmerkend is voor de onderorde halswenders wordt onder de schildrand gevouwen. Door de lange nek en wat verlengde snuitpunt kan de schildpad makkelijk ademhalen terwijl hij met zijn lichaam onder water blijft.
De plastronformule is als volgt: abd > pect > fem > an > intergul > hum > gul.

## Levenswijze

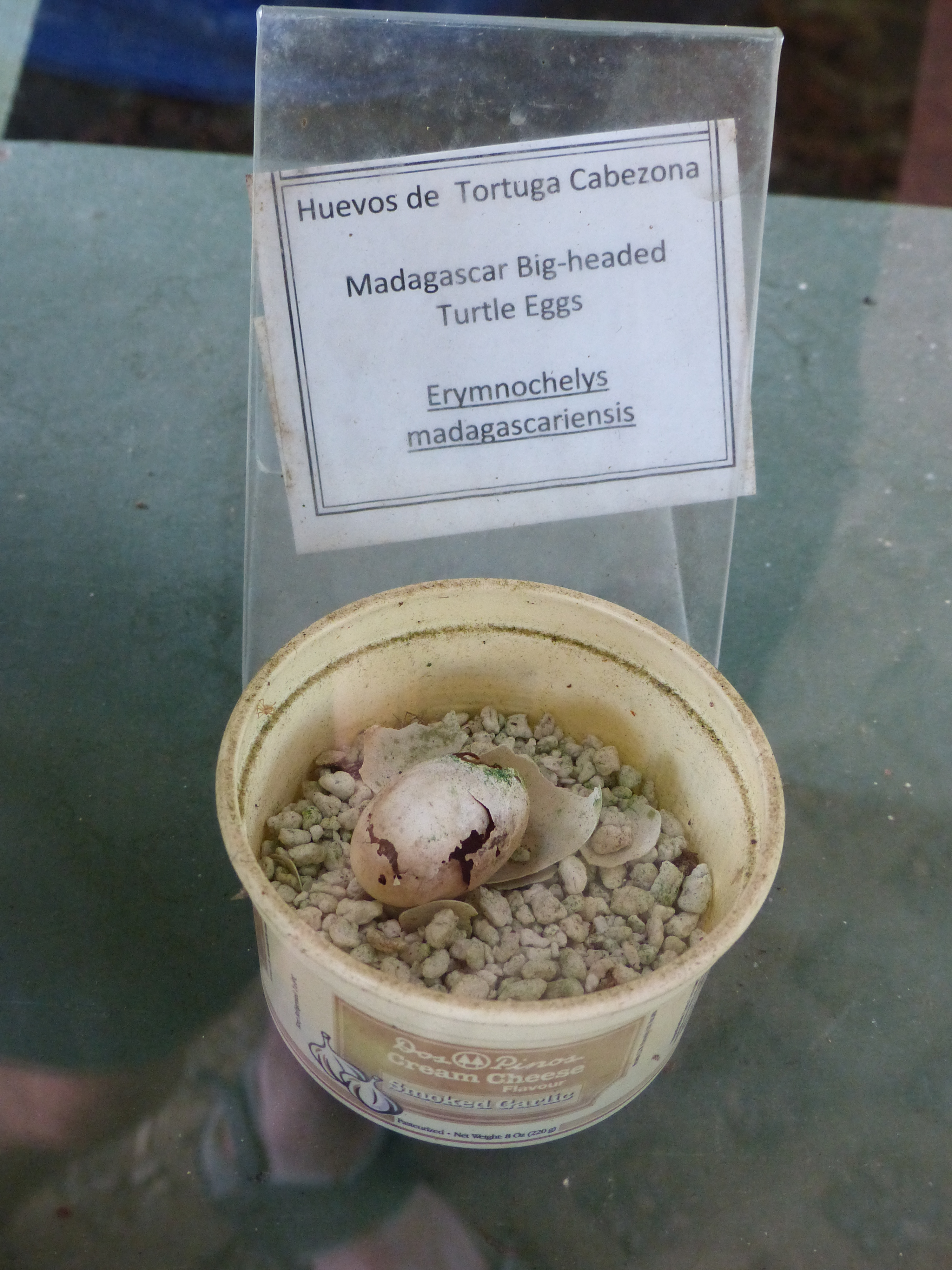
Eieren van de madagaskarscheenplaatschildpad.

De madagaskarscheenplaatschildpad staat bekend als een krachtige schildpad die goed kan zwemmen. De mannetjes zijn veel actiever dan de vrouwtjes en staan bekend als bijzonder agressief. De schildpad bijt venijnig van zich af als het dier wordt bedreigd en de kaken zijn zeer krachtig en zijn berucht om het vermogen om zeer harde objecten te vermorzelen.
De soort is omnivoor en leeft zowel van plantaardig als dierlijk materiaal. Biologen hebben vrij nauwkeurig beschreven waar de schildpad precies van leeft, jongere dieren leven voornamelijk van dieren zoals in het water levende geleedpotigen, slakken, zaden en fruit. Ook is bekend dat ze schorpioenen buitmaken, wat uitzonderlijk is voor schildpadden. Volwassen exemplaren leven voornamelijk van plantaardig materiaal zoals fruit, zaden, noten en waterslakken. Daarnaast worden ook wel gewervelde dieren gegeten zoals amfibieën, vogels en vissen.
De schildpadden zijn relatief snel geslachtsrijp op een leeftijd van vijf tot zes jaar. De vrouwtjes zetten meestal in oktober tot november de eieren af in een nest maar dit kan ook voorkomen tot in januari. De eieren kunnen zelfs in juli worden afgezet, maar ze ondergaan dan vaak een diapauze omdat de weersomstandigheden dan ongunstig zijn. Een legsel bevat gemiddeld 16 tot 22 eieren maar omdat de vrouwtjes meerdere legsels per jaar produceren kan het totale aantal oplopen tot 60 per jaar.

## Verspreiding en habitat
De madagaskarscheenplaatschildpad komt voor in delen van Afrika en leeft endemisch op het eiland Madagaskar. Hier is de schildpad te vinden in een brede strook in het westen. De soort is aangetroffen van zeeniveau tot op een hoogte van ongeveer 500 meter boven zeeniveau.

## Beschermingsstatus
De madagaskarscheenplaatschildpad is een van de sterkst bedreigde schildpadden ter wereld, en gaat in aantal achteruit. Dit komt doordat de schildpad vaak als bijvangst wordt opgevist door vissers, en vervolgens wordt opgegeten. Een andere bedreiging is de landschapsverandering die de ruige gebieden waar de soort voorkomt worden gebruikt voor de landbouw. Doordat meren heringericht worden tot rijstvelden treed verzilting op. Door de internationale natuurbeschermingsorganisatie IUCN is de beschermingsstatus 'ernstig bedreigd' toegewezen (Critically Endangered of CR).